# Afriški rdeči hlastač
Afriški rdeči hlastač (znanstveno ime Lutjanus agennes) je morska riba iz družine hlastačev.
Vrsta doseže v dolžino do 139 cm in lahko tehta do 60 kg, razširjena pa je v vodah vzhodnega Atlantika od Senegala do Angole.